# 葉月可恋
葉月 可恋（はづき かれん、1994年3月3日 - ）は、日本の、元AV女優。ロータスグループ所属。
身長:162cm。スリーサイズ:B85(D)・W61・H86cm。特技:ダーツ。

## 略歴・人物
2013年2月に「雪本芽衣（ゆきもと めい）」としてAVデビュー。
プロフィールは、生年月日:1994年3月3日、出身地:東京都、血液型:B型、身長:161cm、スリーサイズ:B85(D)・W59・H87cm、趣味・特技:ダーツ、バレーボール、トランペット。
2013年8月21日、ツイッターにてロータスグループに所属事務所を移籍し、「葉月可恋」に改名したこと報告した。
2015年6月28日、撮影会終了をもってAV女優を引退、ツイッターはファンの意向により不定期ながら続けていたが、現在はアカウントを削除した。引退後に宅建の勉強をしていることを明かした。

## 出演作品

### アダルトDVD

#### 「雪本芽衣」名義
2013年
- 純真（2月22日、宇宙企画）※デビュー作
- 学校でしようよ♥（3月22日、宇宙企画）
- めいをデートに連れてって♥（4月26日、宇宙企画）
- 萌えコスでえっちしよっ♥（5月24日、宇宙企画）
- 中出しの出来る風俗案内嬢（6月28日、宇宙企画）
- ムラムラした時、したいところで、誰とでもセックスが出来る方法 「学校編」（7月6日、SODクリエイト）共演:宮村恋、篠宮ゆり、鶴田かな
- 初めての本物中出し（7月25日、本中）
- 夢持ち素人応援企画 2 あなたの夢、支援させて頂きます! だから一回だけAV出演して下さい!（8月1日、プレステージ）他出演:愛原みほ、原千草、響セナ、斉木ゆあ
- えっ!?まさか本人?僕が毎日おかずにしている憧れのAV女優が目の前に…。勇気を出して「○○さんですよね!?」と興奮しながら聞いてみると「内緒だからね」と言って…（8月1日、DOC）他出演:市川とわ、安達柚奈、ほのかまゆ
- 2013 真夏のSOD女子社員 “女子社員力 強化合宿” 女子社員としての感覚を研ぎ澄まし、磨け!! 知力、体力、美力、H力!!（8月8日、SODクリエイト）共演:吉永沙耶、桜田奈津、前川美久、篠原裕子、蒼井千佳、新条愛美、相野爽香、大村楓、月野和子、松野美香子、森聖羅、ミュウ ※「湯元芽衣」名義
- インモラルシテミル? ●REC_10:GAL校性・芽衣（8月23日、ONE DA FULL）
- 「アイドルなんか全然ムリだし興味ない」の体（てい）で（8月23日、BALTAN）
- 初パイパン★真正中出し（8月25日、本中）
- 素人騙し撮り Vol.3 脱がし屋 美人限定 Vol.3（8月25日、ONE GENERATION）
- 働くオンナ猟り vol.03（9月3日、プレステージ）他出演:日向めい、愛原みほ ほか
- 親の目の前で犯されて感じる娘（9月5日、グローリークエスト）
- 南国ハワイアンマッサージエステ!! ビキニ姿のギャルがキワドイ施術で勃起を誘う（9月5日、GARCON）他出演:滝澤れい、芹野莉奈、茉莉もも、水島沙里、芹沢つむぎ
- 路上ナンパで初撮りされた恥じらい潮吹き初体験 3（9月10日、ホットエンターテイメント）他出演:伊澄知世、大石美咲、大嶋かりな、中川みほの、池里みほ
- パイパン純情JK（10月4日、クリスタル映像）
- 美少女即ハメ白書 17（10月22日、ソクハメラボ）他出演:星川麻紀、青葉みうき、武藤つぐみ
- S-Cute Girls（11月13日、S-Cute）他出演:篠宮ゆり、つくし

#### 「葉月可恋」名義
2013年
- 突然、妹と友達が僕の部屋に泊まる事になった!?僕の部屋に隠してあったエロ本を見つけて1人で悶々とした友達は、僕たちが寝静まった後、エッチな動画を見ながら…（10月1日、DOC）他出演:篠宮ゆり、小西レナ、未来ひかり
- ありえないほどS級美少女の女子大生と援交 可恋19歳（10月19日、テンパラメンタル）
- 月刊 パンティストッキングマニア Vol.21 破廉恥パンストオナニスト（11月1日、OFFICE K'S）他出演:宮間葵、進藤あゆみ、羽川まどか、友田彩也香、小滝みい菜
- 美少女たちの下品なガニ股アクメ（11月1日、OFFICE K'S）他出演:鈴村みゆう、小滝みい菜、篠宮ゆり
- 仲良し女子校生の危険な遊び 隠れて楽しむ恥ずかし過ぎる野外レズビアン（11月9日、ヒビノ）共演:鈴村みゆう
- メガネで地味な娘が働く普通のマッサージ屋さんで勃起したチンコを見せつけたらどうなるか検証してみた!（11月15日、虎堂）他出演:小滝みい菜、鈴村みゆう、篠宮ゆり
- エスカレートするイメージビデオ!! あどけない笑顔の新人アイドルたちが初めてのイメージビデオ撮影でいきなり着エロ撮影!? されるがまま監督の餌食にされてしまった女の子たちは数年後AVデビューした…。（11月15日、OFFICE K'S）他出演:篠宮ゆり、鈴村みゆう
- 20年後の日本の危機 女子高生大暴動（11月21日、V&Rプロダクツ）共演:瀧川花音、芹沢つむぎ、小司あん
- 入院中で禁欲生活な僕の目の前に突然女子校生がお見舞いに!?当然溜まっているのでフル勃起!キモがられるのを覚悟で彼女に…だけど、意外にも恥ずかしがりながら興味津々な感じで自ら…（12月3日、DOC）他出演:綾見ひかる、日南ほのか
- 青春SM倶楽部（12月6日、ワープエンタテインメント）